# Eye of the Beholder III: Assault on Myth Drannor
Eye of the Beholder III: Assault on Myth Drannor é um RPG eletrônico lançado em 1993 e é o terceiro jogo da série Eye of the Beholder.

## Enredo
Depois de derrotarem Dran, os heróis contam às pessoas de uma taverna local de como eles salvaram a cidade das ameaças de Dran Draggore. Um tempo depois, um homem misterioso entra na taverna e pede aos heróis que salvem Myth Drannor, uma cidade em ruínas que é governada por um lich chamado Acwellan. O homem conta aos heróis que eles precisam salvar Myth Drannor obtendo um antigo artefato de Acwellan conhecido como Codex. Depois que os heróis aceitam a missão, o homem misterioso teletransporta-os para fora de Myth Drannor.
Durante a jornada, os heróis exploram por áreas como florestas, o mausoléu e uma cidade em ruínas.

## Jogabilidade
O jogo emprega uma versão atualizada do motor do jogo, bem como ajustes na jogabilidade e a capacidade de usar armas de haste de segundo ranking.

## Desenvolvimento
Eye of the Beholder III: Assault on Myth Drannor foi desenvolvido internamente pela publicadora SSI e não pela Westwood, a qual desenvolveu os dois jogos anteriores, Eye of the Beholder e The Legend of Darkmoon. Isso porque a Westwood foi adquirida pela Virgin Interactive em 1992 para posteriomrnete criarem a série Lands of Lore.
O jogo usa o motor de jogo AESOP que eventualmente seria utilizado em Dungeon Hack. Ambos os jogos compartilham dos mesmos sprites, gráficos e efeitos sonoros de inimigos.

## Recepção
A empresa SSI conseguiu vender 50.664 cópias de Eye of the Beholder III. Já a série Eye of the Beholder ao todo, incluindo os dois antecessores do jogo, alcançou vendas globais acima de 350.000 unidades em 1996.
GameSpy comentou que "Eye of the Beholder III é um clássico exemplo de uma empresa lançando uma sequência de forma super rápida para uma boa série e simplesmente não dando a ela o amor e o cuidado que realmente merece".
Scorpia, da revista Computer Gaming World, escreveu que já que o jogo "representa o final da série EOB, seria de se esperar que fosse espetacular. Infelizmente, por várias razões, este não é o caso". Ela escreveu que: os gráficos são inferiores aos dos jogos anteriores; "o jogo é um pesadelo" e a "grande batalha no final é uma decepção". Scorpia concluiu que "Assault on Myth Drannor é uma decepção... [o jogo] simplesmente não chega aos pés dos dois jogos anteriores. O que começou como uma série muito promissora, infelizmente, terminou de uma forma medíocre". Mais tarde, ela chamou o jogo de "deprimente" com um final "decepcionante" e "recomendado apenas para jogadores hardcore da série EOB".